# Großsteingrab Glüsingen
Das Großsteingrab Glüsingen ist eine megalithische Grabanlage der jungsteinzeitlichen Trichterbecherkultur bei Glüsingen, einem Ortsteil von Betzendorf im Landkreis Lüneburg, Niedersachsen. Es trägt die Sprockhoff-Nummer 692.

## Lage
Das Grab befindet sich südöstlich von Glüsingen im nördlich an den Süsing anschließenden Bauernwald in einem „Im Stroße“ genannten Flurstück. 860 m nordöstlich liegt das Großsteingrab Barnstedt.

## Beschreibung
Die Anlage liegt heute in einem Grenzgraben und wurde bei dessen Bau wohl erheblich beschädigt. Eine Hügelschüttung lässt sich nicht mehr ausmachen. Die Grabkammer hatte wohl eine ost-westliche Orientierung und eine Länge von etwa sieben Metern. Zwei Wandsteine der nördlichen Langseite stehen wohl noch annähernd in situ, ebenso ein Wandstein der südlichen Langseite. Drei Decksteine sind erhalten. Einer von ihnen lehnt an den nördlichen Wandsteinen. Östlich neben diesem liegt ein weiterer im Inneren der Kammer. Am westlichen Ende der Kammer liegt der dritte, der wohl dorthin  verschleppt wurde.

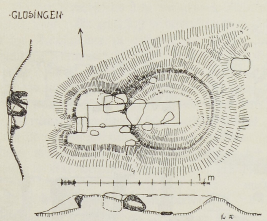
Grundriss des Grabes nach Krüger
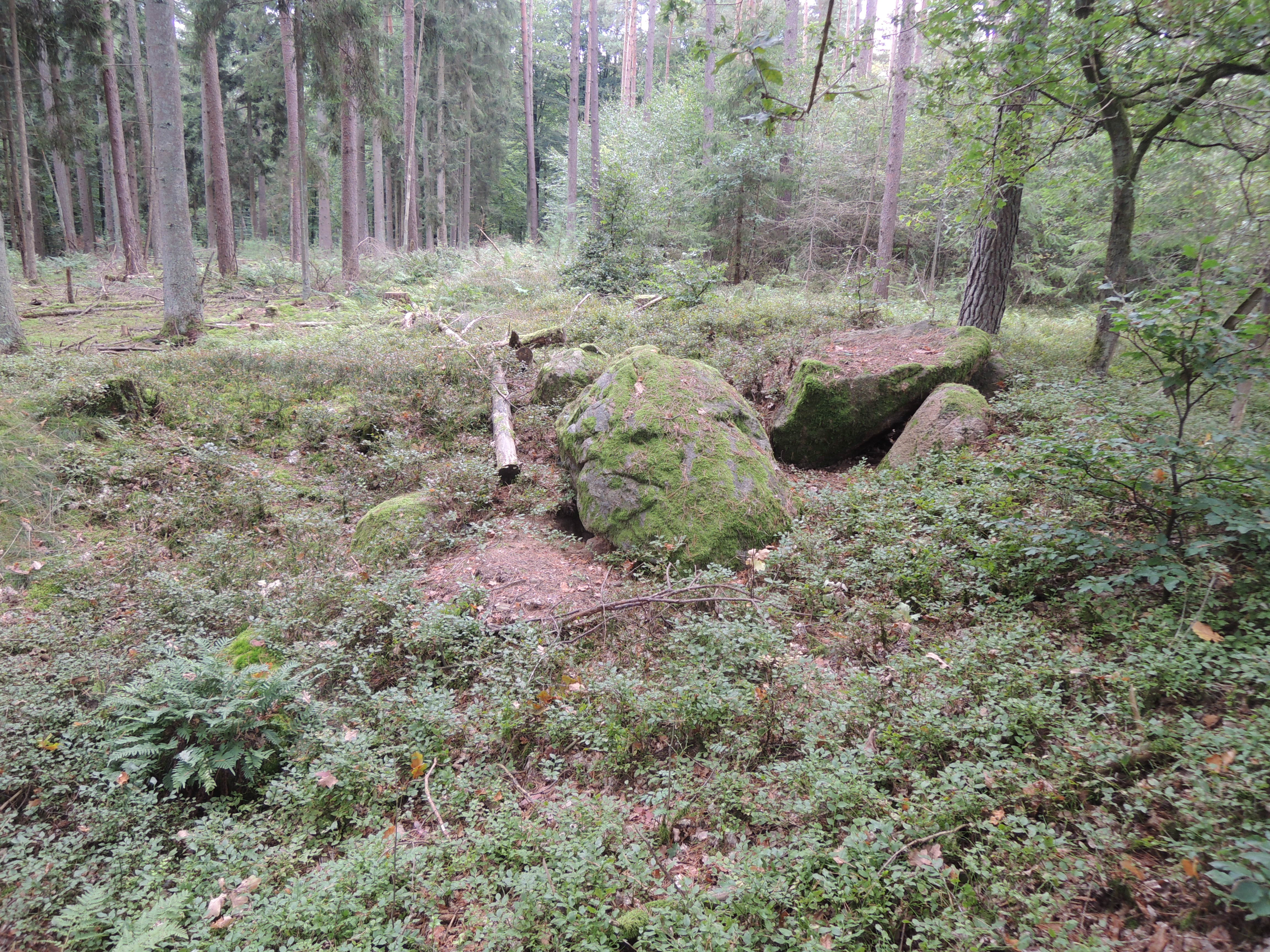
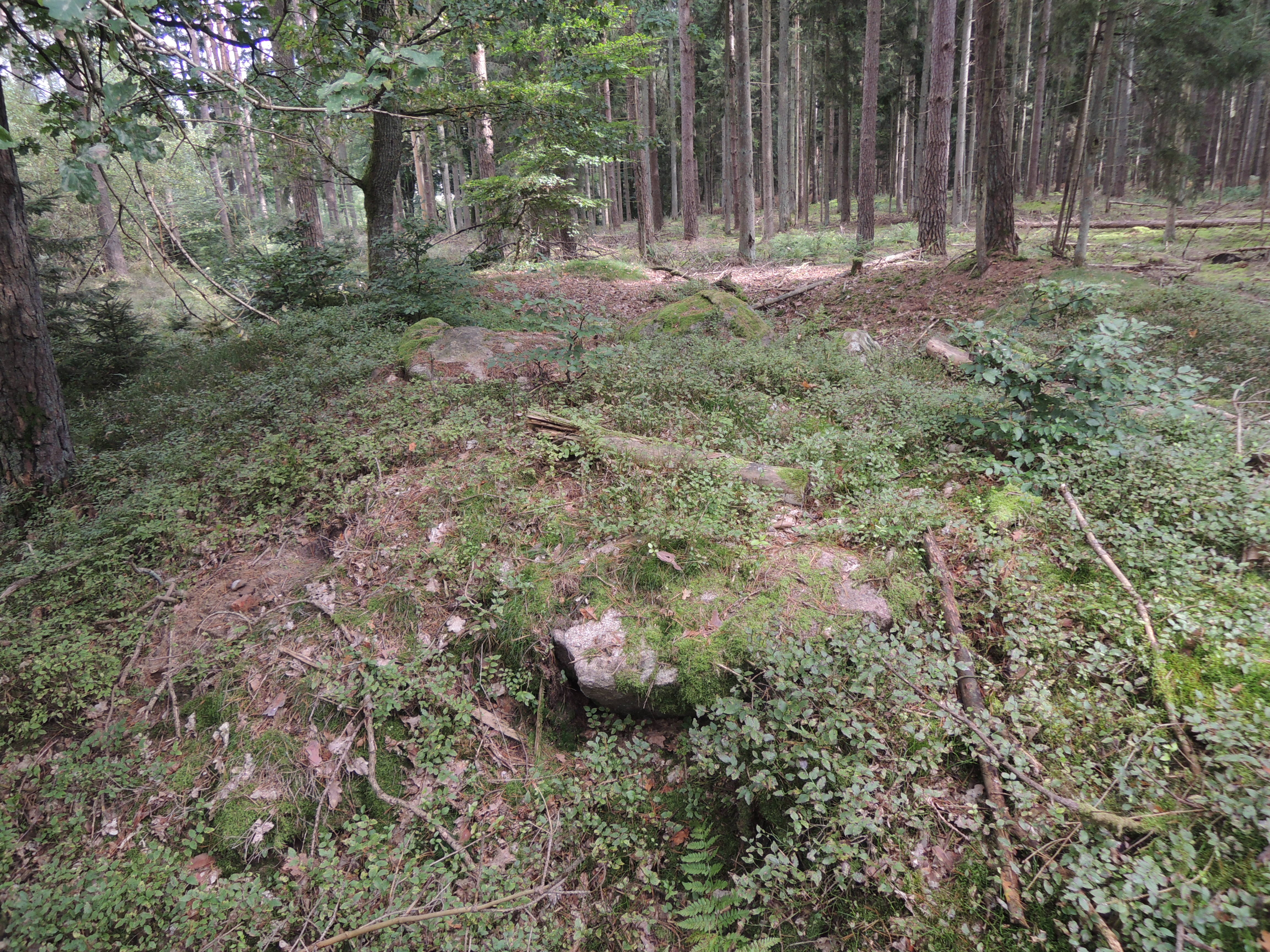
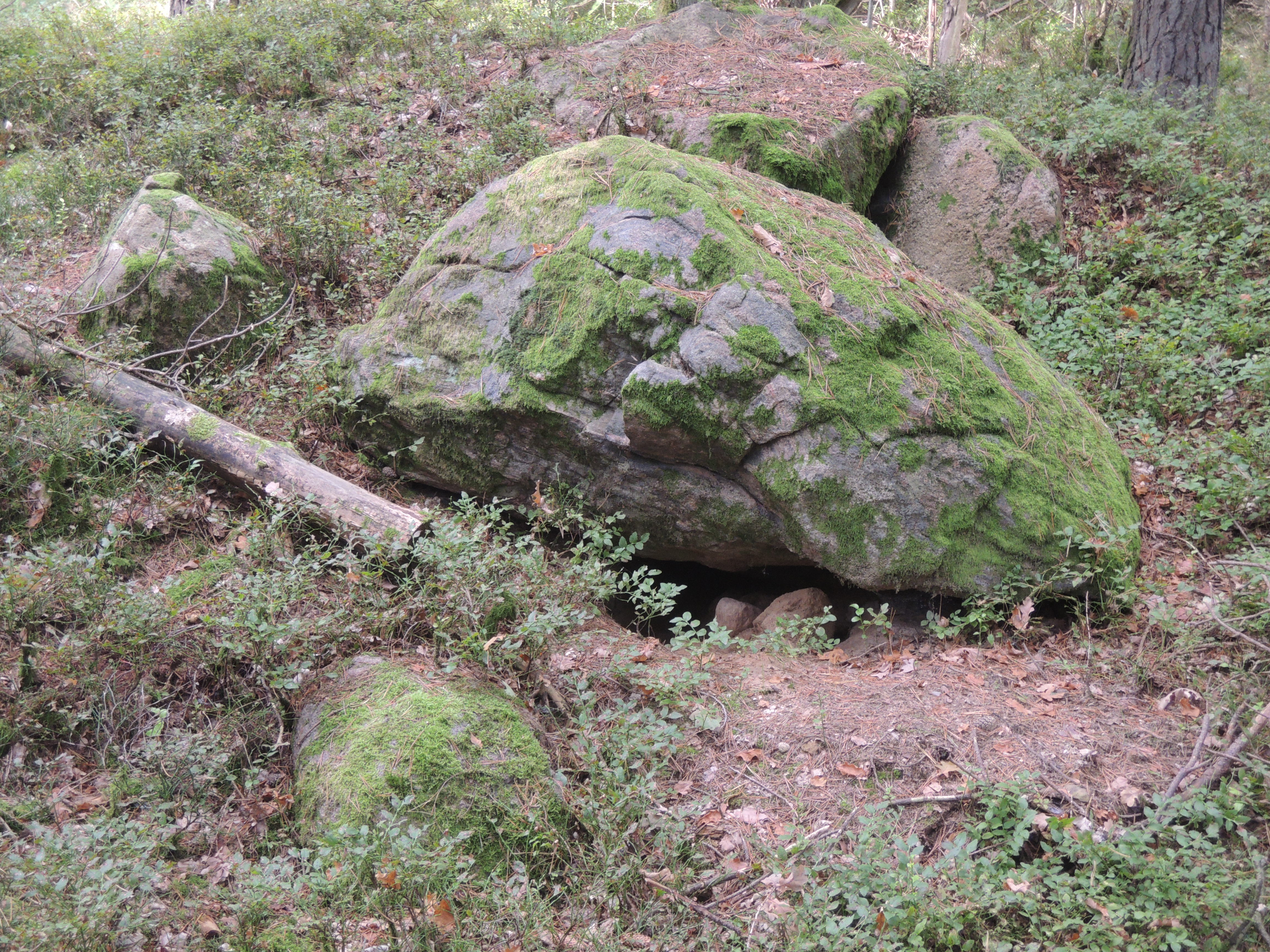